# 特拉克托爾內 (扎波羅熱州)
47°12′33″N 35°21′27″E / 47.20917°N 35.35750°E
特拉克托爾內（烏克蘭語：Тракторне）是位於烏克蘭東南部的村莊，由扎波羅熱州瓦西里夫卡區的羅茲多爾市鎮負責管轄。該村始建於1810年，面積1.3平方公里，海拔高度77米，2001年人口278，人口密度每平方公里213.9人。